# Saizerais
Saizerais é uma comuna francesa na região administrativa de Grande Leste, no departamento de Meurthe-et-Moselle. Estende-se por uma área de 14,44 km², com 1 242 habitantes, segundo os censos de 1999, com uma densidade de 86 hab/km².